# 조독 수호 통상 조약
조독 수호 통상 조약(朝獨修好通商條約) 또는 대조선국 대덕국 통상 조약(大朝鮮國大德國通商條約)은 1883년 11월 26일 조선과 독일 제국 사이에 체결된 통상조약이다. 이 조약이 기록된 3권(한문판, 영문판, 독문판)은 서울시 유형문화재 제110호이다.

## 배경
독일이 조선과 교섭을 시작한 것은 1870년(고종 7년)부터로, 당시 일본 도쿄 주재 독일 대리공사 본 브란트(Von Brandt)는 조선에 들어와 통상을 교섭하려 했으나 쇄국정책을 고집하고 있던 조선 정부는 이를 거절하였다.
그 후 1882년(고종 19년) 미국이 조선과 통상조약의 체결이 성공되고 조선과 영국간에 수교가 진전되자, 당시 주청(駐淸) 독일공사로 전근되었던 폰 브란트는 북양아문의 서리직례총독(署理直隸總督)(직례(直隸) 총독서리) 장수성(張樹聲)을 찾아 영국공사 파크스의 전례대로 조·미조약에 따르겠다는 전제 아래 소개장을 받았다. 1882년 6월 30일에 인천에 당도하여 청국도원인 마건충(馬建忠)의 알선으로 조선의 전권대신 조영하(趙寧夏)·부관 김홍집(金弘集) 등과 교섭, 1883년(고종 20년) 14관(款)에 걸친 조·독수호통상조약에 조인하였다. 조독 수호 통상 조약과 3관(款)의 부속통상장정, 3관의 세칙장정·세칙· 3관의 선후속약에 조인을 완료하였다. 그러나 이 조약은 비준을 얻지 못하였고, 1883년 11월 26일 독일전권대신 주(駐)요코하마 독일총영사 에드워드 잡페(Edward Zappe)와 조선전권대신 민영목간의 수정을 거친 뒤, 이듬해 음력 10월 27일 정식으로 조인되어 1884년 11월 8일에 서울에서 비준이 교환되었다. 조약의 중요한 내용은 우호 관계의 유지, 최혜국 대우, 선박의 왕래 및 관세 규정, 치외법권의 인정, 밀무역의 금지, 특권에 대한 균등한 참여 등으로 이에 따라 1884년(고종 21년)에는 독일 총영사가 부임하였다.

## 내용
≪대조선국대덕국통상조약≫은 고종 21년(1884) 11월 18일 조선과 독일 사이에 수교된 전문 13조의 통상조약문으로 조덕통상조약(朝德修好通商條約), 부속통상장정(附續通商章 程), 세칙(稅則), 세칙장정(稅則章程), 선후속조(善後續條)의 한문 필사본 1책 32장(국립귀 647, 청구기호 0234-2-16), 영문(Treaty of Friendship and Commerce Between Germany and Corea) 필사본 1책 45장(귀 649, 청구기호 0234-2-18). 독어(Freundschafts-und-Handels-Vertrag-Zwischen dem Deutschen Reich und Korea) 필사본 1책 45장(귀 648, 청구기호 0234-2-17)으로 이루어져 있다.
본 조약의 중요 내용을 검토하여 보면, 조미통상조약에 비하여 유리한 점은 첫째, 외교사절과 영사는 조선 내를 자유로이 여행할 수 있고, 조선은 그들의 여행을 보호할 것. 둘째, 조선인의 도망범인은 독일관청이 체포하여 조선측에 인도하여야 하며, 조선 관헌은 함부로 독일상선과 주택에 침입하는 것을 불허한다. 셋째, 부산·인천·원산·양화진을 독일 상민의 무역에 개항할 것. 넷째, 개항장에서 독일상민은 신교의 자유를 가질 것. 다섯째, 독일상민은 일정한 행정구역에서는 여행권이 없이 자유로이 왕래할 수 있을 것. 여섯째, 독일군함은 개항장 여부를 불문하고 조선 내 어디든지 정박하고 또 선원의 상륙을 허용할 것 등이다. 이 조약 역시 조영조약과 마찬가지로 조선에 불리한 점이 많았다.
이 조약의 본문은 13조인데, 제1조는 양국간의 평화·친교·생명과 재산의 보호, 조약 당사국과 제삼국간의 분쟁에 관한 조정건 등 2개항, 제2조는 양국의 외교 대표 임명과 주재 등에 관련한 3개항, 제3조는 조선에 머무는 독일인의 생명 과 재산에 미치는 재판 관할권을 독일 재판당국에 위임하는 사항과 관련된 10개항, 제4조는 인천·원산·부산·양화진의 개항에 관련한 7개항, 제5조는 각국이 무역하는 상품의 관세에 대한 8개항, 제6조는 밀수입 상품에 대한 벌금에 관한 조항, 제7조는 양국 선박 중 난파선의 구조와 보호에 관한 5개항, 제8조는 양국의 군함이 각 항구에 입항할 때 그 처리와 관련한 4개항, 제9조는 양국의 교사와 통역의 임명과 학문교류에 관한 2개항, 제10조는 본 조약 실시일로부터 영국인의 특권면제와 수출입 관세에 관계되는 이권 등에 관한 사항, 제11조는 본 조약은 10년간의 유효성을 인정한 조항, 제12조는 본 조약은 독일문·영문·중국어로 작성할 것과 독일이 조선에 발송하는 일체의 공용통신에는 중국문 역문을 첨부할 것 등에 관한 2개항, 제13조는 서명·조인에 관한 비준서는 가능한 한 1년 이내에 서울에서 교환하기로 약정한 조항이다.
부속통상장정은 3조로 되어 있는데, 제1조는 선박의 출입항 수속에 관한 7개항, 제2조는 하물의 양육(揚陸) 적재 및 납세에 관한 10개항, 제3조는 세관 수입 보호에 관한 5개항으로 되어 있다.
세칙장정은 3조인데, 제1조는 수입품의 가격계산은 생산지에서의 원가에 운임 과 보험 등의 비용을 부가한 것을 기초로 할 것, 제2조는 관세납부는 일본은원(日本銀圓) 혹은 멕시코은화(墨西哥銀貨)로 할 것, 제3조는 세율의 종가세는 양국관할관청의 협정에 의하여 가급적 종양세로 한다.
세칙은 진구화(進口貨: Import Tariff)와 출구화(出口貨: Export Tariff)로 나누었다. 진구화는 6등급으로 나누어 제1등 면세화물, 제2등 치백추오화물(値百抽五貨物), 제3등 치백추칠오화물(値百抽七五貨物), 제4등 치백추십화물(値百抽十貨物) 제5등 치백추이십화물(値百抽二十貨物), 제6등 위금화물(違禁貨物)로 하였고, 출구세는 제1등 면세화물과 제2등 치백추오화물(値百抽五貨物)로 나누어 규정하였다.
선후속약(Protocol)은 이 조약을 체결하기 위해 전권사절이 기재한 부록의 3조항이다. 제1조항은 이 조약의 제3조에 관하여 선언된 내용으로, 조선에 있어서 독일 국민에 대한 치외법권에 대한 것을 다루고 있고, 제2조는 제4조에 관하여 선언된 내용으로 중국정부가 차후 한성에서 상업개설에 관한 허여된 권리를 양도한다면, 동일한 조건에서 어떤 타국의 국민에게 조선정부가 승인하지 않는 조건에서 독일국민에 대하여 요구하지 않을 것임을 약속한 것이다. 제3조는 제13조에 관하여 선언된 내용으로 현 의정서는 조약과 동시에 실시하며 조약이 비준되는 순간부터 유효하고, 현 의정서는 독·영·중의 3개국 문서로 작성한다는 내용으로 되어있다.

## 같이 보기
- 조미 수호 통상 조약